# Kruševo (Gora)
Pour les articles homonymes, voir Kruševo (homonymie).
Krushevë en albanais et Kruševo en serbe latin (en serbe cyrillique : Крушево) est une localité du Kosovo située dans la commune/municipalité de Dragash/Dragaš et dans le district de Prizren/Prizren. Selon le recensement de 2011, elle compte 857 habitants.
Selon le découpage administratif de la Serbie, la localité fait partie de la municipalité de Gora.

## Géographie

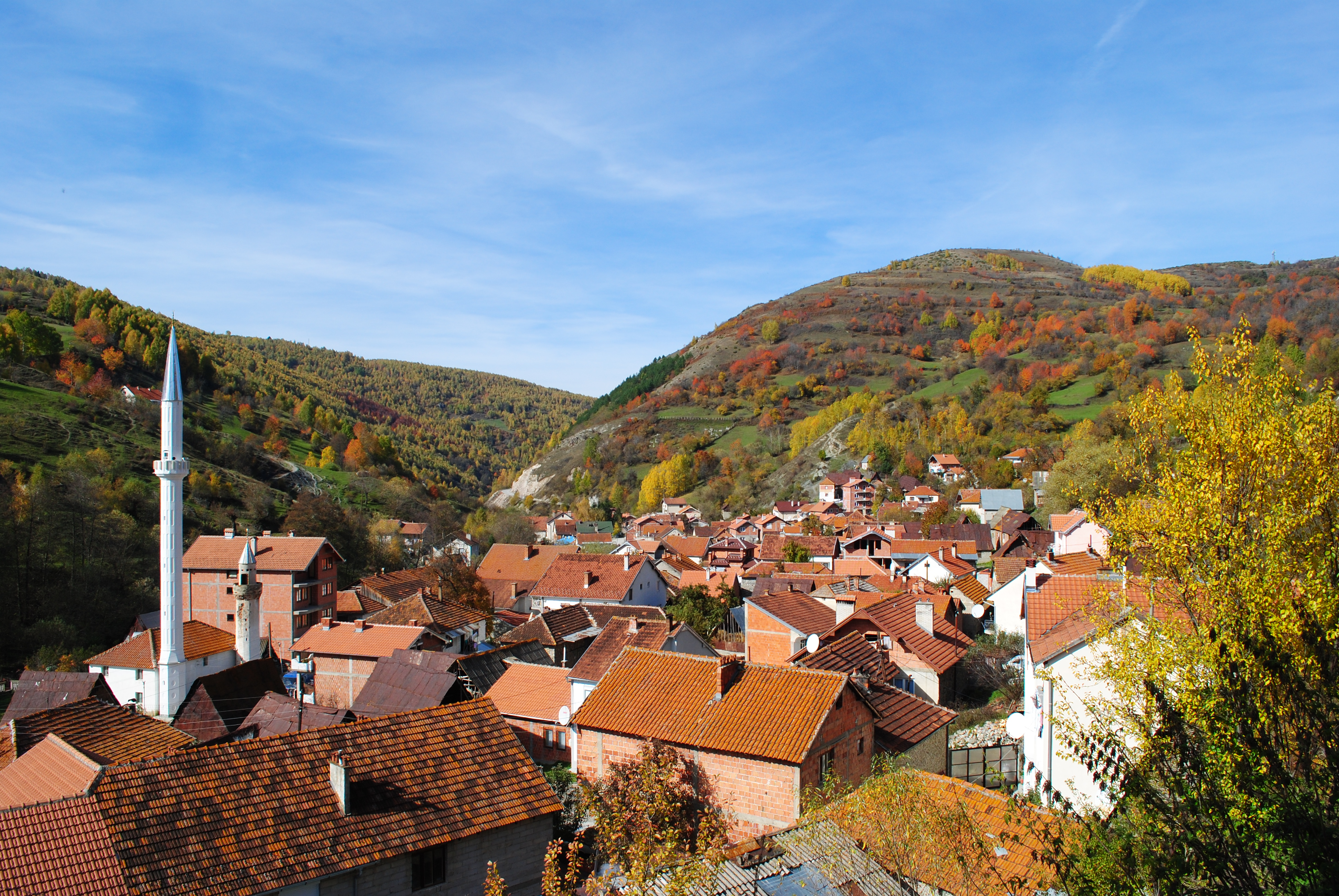
Autre vue de Krushevë/Kruševo

## Démographie

### Évolution historique de la population dans la localité
| 1948 | 1953 | 1961 | 1971 | 1981 | 1991 | 2011 |
| ---- | ---- | ---- | ---- | ---- | ---- | ---- |
| 281  | 319  | 377  | 513  | 645  | 738  | 857  |

|  |

### Répartition de la population par nationalités (2011)
En 2011, les Gorans représentaient 47,95 % de la population et les Bosniaques 43,40 %.